# Anisodes seposita
Anisodes seposita là một loài bướm đêm trong họ Geometridae.